# Ptelidium ovatum
Ptelidium ovatum là một loài thực vật có hoa trong họ Dây gối. Loài này được Poir. miêu tả khoa học đầu tiên năm 1816.